# Битка при Бероя
Битка при Бероя, или Берое (съвременна Стара Загора, България) е битка, водена през 1122 г. между войските на ромеите (Византийската империя) и Ханството на печенегите. Сблъсъкът приключва с категорична византийска победа, сложила край на печенежките нашествия южно от река Дунав.

### Предистория
Нашествията на печенеги на византийска територия продължават една вековна традиция на агресия на номадски народи спрямо селищата на империята. След готи, алани, българи, славяни и други предноазиатски народи, търсещи жизнено или незащитено от посегателства пространство. Печенегите вече веднъж са нахлували на Балканите, но са отблъснати - почти окончателно след битката при Левунион през 1091 г. Смята се, че инвазията им през първата половина на 12 век, довела до битката при Бероя, е стимулирана и тайно инспирирана от представящия се за съюзник на Византия Владимир Мономах. Киевският княз вече е ползвал услугите на печенегите като спомагателни войски и византийската дипломация отчита добри контакти между двете страни.

### Битка
След като шестват и грабят безпрепятствено в цяла Мизия, печенегите преминават проходите на Стара планина и заплашват Тракия и самия Константинопол. Нашествениците се установяват на постоянен лагер близо до Бероя и намеренията им спрямо столицата на империята не изглеждат просто само грабителски. Йоан II Комнин нарежда предислоциране на войски от цяла Анатолия пред столицата и организира поход срещу мобилната печенежка армия. Императорът потегля срещу печенегите, но печели време и предимство, като предлага откуп в злато на нашествениците. Последните са подведени и не предприемат нови агресивни действия. Така императорът успява да ги нападне изненадващо в собствения им лагер. Силите на печенегите са значителни и те бързо се окопитват. Липсват подробни описания на стратегическия ход на бойните действия; смята се, че битката се развива без съществена доминация на една от страните. Това остава така, докато императорът не включва в боя гвардията на Варяжкия отряд и тяхната намеса бързо накланя везните в полза на ромейските сили. Суровите и умели наемни бойци безмилостно посичат печенегите, начело с водача им, и бързо ги обръщат в бягство. Оцелелите са пленени и им е предложена императорската милост да живеят като федерати – разселени по поречието на Вардар и задължени да служат във византийската армия.

### Епилог и коментари
Разгромът на печенегите в битката при Бероя е край на печенежката агресия и ханството им като цяло, информация за техни независими действия по-късно не се появяват. Смята се, че те повече или по-малко са претопени в многонационалната Византийска империя и нейните балкански владения. Приема се, че това е улеснено от характера им по-скоро на племенен съюз, потвърден и от сведенията, че в армията им има отряди от много националности, включително кипчаци и българи. Въпреки липсата на безспорни исторически доказателства, някои автори намират , че тази печенежка кампания протича с участието на български бойци и поради това не се размива като обикновено грабителско нападение, а е израз и на опит за възстановяване на Българското царство.
Според Браунстоун цялата кампания на печенегите е организирана около богомилско или по-скоро павликянско въстание в Мизия, което заедно с печенежки и кумански отряди разбива граничните войски на Византия при Доростол. Според автора става дума за вътрешнополитически проблем на религиозна основа, в който печенегите се включват. Това обяснява отсъствието на погромите от първата инвазия и целенасочеността на бунта срещу главния град на Босфора. Историческите извори наричат кампанията чисто печенежка и понякога се опитват да я обезценят до нивото на предишните грабителски походи в Мизия. Логично е обаче да помислим, че пишещите историята византийски хронисти биха могли и да премълчават такава вътрешна обосновка на конфликта, която да подчертае желанието за държавна самоопределеност на потисната народност в границите на империята.
Тази теория съвсем не изключва ролята на Владимир Мономах. Наследник на велемощна ромейска фамилия, той е един от многото, предявяващи претенции към наследството на Рим в Константинопол. Във време без категорично усещане за национална, а по-скоро за религиозна идентичност, феодалите нерядко сменят или узурпират нови ленни владения и корони, без етническото им потекло да е от значение.